# Länsväg 383
Länsväg 383 går mellan Boden och Börjelslandet.

## Sträckning
Vägen är en 26 km lång förbindelse för trafik från E4 norrifrån (Råneå, Kalix, Haparanda med flera orter) och Boden med flera orter längs riksväg 97. I Boden ansluter den också till länsväg 356. Att i stället köra E4 och väg 97 via Gammelstaden innebär en sträcka på 50 km.

## Historik
Vid skyltningen 1951 hette hela sträckningen länshuvudväg 383, och år 1962 blev vägen länsväg 383. Tidigare hade vägen sin västliga ändpunkt i byn Skogså vid länsväg 356, militärvägen.